# Aveize
Aveize é uma comuna francesa na região administrativa de Auvérnia-Ródano-Alpes, no departamento de Ródano. Estende-se por uma área de 16,64 km². Em 2010 a comuna tinha 1 148 habitantes (densidade: 69 hab./km²).